# Romāns Abžinovs
Romāns Abžinovs, kyrillisk stavning Роман Абжинов, född 13 april 1969, död 1 maj 1993, var en lettisk fotbollsspelare.
Han började spela fotboll med Daugava Riga, Lettiska SSR:s mest framgångsrika representant i Sovjetiska toppserien. Sin första A-lagsfotboll spelade han dock för Zvejnieks Liepāja, senare kända som Liepājas Metalurgs.
Abžinovs flyttade efter en säsong till RAF Jelgava (föregångare till FK Jelgava), där han blev en viktig spelare. Med RAF vann Abžinovs två regionala lettiska mästerskap. Han spelade för klubben i Virslīga 1992, den första upplagan av lettiska ligan sedan självständigheten från Sovjetunionen året före.
Han spelade en landskamp för Lettlands landslag 1992, mot Irland i kvalet till VM 1994.
Abžinovs avled 1993, vid 24 års ålder, efter att ha fallit från en hög byggnad.